# Bertil Rydberg
Bertil Rydberg, var en svensk violinist.  

## Biografi
Bertil Rydberg fick 1957 Zornmärket i silver och blev riksspelman i fiol med kommentaren "För gott spel och goda låtar". Han fick 1969 Zornmärket i guld med kommentaren "För framgångsrikt vårdande av Smålands och Närkes låttraditioner".
Rydberg var från 1956 till 1972 ordförande i Örebro Läns Folkmusikförbund och efterträddes av Gunnar Kärnheim.

## Diskografi
- 1978 – Riksspelmän i Närke och Västmanland
- 1995 – Ransätersstämman 25 år